# Médan
Médan là một xã của Pháp, nằm ở tỉnh Yvelines trong vùng Île-de-France. Đây là một xã giáp sông Seine, là nơi nhà văn Émile Zola đã sinh sống.
Người dân ở đây trong tiếng Pháp gọi là Médanais.
Médan nằm ở phía tây bắc tỉnh Yvelines, cự ly khoảng 12 km về phía tây bắc Poissy và 16 km về phía tây bắc của Saint-Germain-en-Laye, 23 km về phía tây bắc Versailles.
Các xã giáp ranh gồm: Triel-sur-Seine về phía đông bắc (qui s'étend pour l'essentiel sur l'autre rive de la Seine), Villennes-sur-Seine về phía nam, Orgeval và Morainvilliers về phía tây nam và Vernouillet về phía tây bắc.

## Biến động dân số
| 1793 | 1800 | 1806 | 1821 | 1831 | 1836 | 1841 | 1846 | 1851 |
| ---- | ---- | ---- | ---- | ---- | ---- | ---- | ---- | ---- |
| 172  | 203  | 221  | 203  | 199  | 206  | 199  | 206  | 190  |

| 1856 | 1861 | 1866 | 1872 | 1876 | 1881 | 1886 | 1891 | 1896 |
| ---- | ---- | ---- | ---- | ---- | ---- | ---- | ---- | ---- |
| 196  | 199  | 190  | 177  | 191  | 198  | 231  | 252  | 260  |

| 1901 | 1906 | 1911 | 1921 | 1926 | 1931 | 1936 | 1946 | 1954 |
| ---- | ---- | ---- | ---- | ---- | ---- | ---- | ---- | ---- |
| 265  | 257  | 272  | 281  | 388  | 413  | 417  | 437  | 556  |

| 1962                                         | 1968 | 1975 | 1982  | 1990  | 1999  | - | - | - |
| -------------------------------------------- | ---- | ---- | ----- | ----- | ----- | - | - | - |
| 540                                          | 596  | 968  | 1 068 | 1 387 | 1 393 | - | - | - |
| Số liệu kể từ 1962 : dân số không tính trùng |      |      |       |       |       |   |   |   |